# 鉄人28号 皇帝の紋章
『鉄人28号 皇帝の紋章』（てつじん28ごう こうていのもんしょう）は、横山光輝の漫画作品『鉄人28号』を原作とする長谷川裕一の漫画作品である。講談社の漫画雑誌『月刊マガジンZ』にて2004年1月号から2005年1月号まで連載、単行本全3巻。

## 概要
「ロボット兵器は昭和30年代に実在したが、発展することなく失われたため実在が疑われていた」という設定を軸に構築された、独自のストーリーを持つリメイク作品。SF考証の確かさで知られる長谷川裕一の作風が発揮され、ロボット同士の活劇という原作に準ずる物語の一方で、ロボット兵器の消滅にまつわる経緯を描く。単行本1 - 2巻の巻末には、前述の設定に基づき、現代の研究者が著した論文の形で鉄人に関する考証がまとめられている。
なお、本編に続く「現代編」の構想が存在したが、実現しなかった。巻末論文の著者として名前のみ登場する「松井一郎」は、現代編の主人公として設定されていた人物である。

## ストーリー
昭和30年代初頭、日本のロボット兵器「鉄人28号」を操縦する少年探偵・金田正太郎の元に、アリス・ドラグネットと名乗る少女が現れた。時を同じくして、日本の各地に謎の怪ロボットが現れる。ヒトラーが敗戦直前に日本に運び込んだという「ナチスの秘宝」、10年の時を経て各国のロボット研究者に送られた7つの「皇帝の紋章」を、ロボット同士の戦いによって奪い合い全てそろえれば、その秘宝のありかが分かるというのだ。正太郎は、秘宝の奪取よりもロボット戦闘による被害を食い止めるためにこの争いに参戦する。

## 登場キャラクター
以下の設定は本作品固有のものである。原作の描写を基にしてはいるが、原作と必ずしも一致しない。

### 人物
金田正太郎
本作の主人公。有楽町近郊に事務所を構える少年探偵。柔軟な発想力と天分の操縦センスによって、誰よりも巧みに鉄人を操縦することができ、それゆえに鉄人の所有を認められている。
アリス・ドラグネット
本作のヒロインを務めるオリジナルキャラクター。ポーランド出身の戦災孤児で、ロボット工学者ドラグネット博士の養女となる。ドラグネット博士の死後に紋章争奪戦に巻き込まれ、正太郎の元を訪れた。
敷島博士
鉄人のメンテナンスを担当する科学者。元は金田博士の助手であり、彼の理論に従って鉄人を完成させた。本作中では仲睦まじい正太郎とアリスの様子を見た大塚署長の「いっそ二人を結婚させてはどうか？」との発言を受けて狼狽し、『太陽の使者 鉄人28号』や『超電動ロボ 鉄人28号FX』と記憶が混線するというメタフィクション的ジョークが登場する。
大塚署長
正太郎の後見人を務める警察署長。正太郎の父である金田博士とは、生前に交流があった模様。
村雨健次
正太郎を男として認め、陰ながら援護するギャング。大戦中は陸軍の情報部に所属しており、現在でもそのコネから独自の情報収集を行う。正太郎を高く評価すると同時に、その真っ正直な性格の危うさも見抜いており、汚れ仕事を積極的に引き受けている。
ネルケ
今なおヒトラーに心酔し、ドイツ代表として紋章争奪戦に参加するナチスの女闘士。正太郎に敵対するが、戦いの中でナチズムの論理や使命感とは別に正太郎に引かれるようになり、村雨からはショタコンと評される。
フランケン博士
ドイツからアメリカへ亡命した天才ロボット工学博士。誘導兵器の進歩による大破壊力の応酬が人類を滅ぼすと危惧しており、ロボット兵器による代理戦争のヴィジョンを掲げ、ブラックオックスを建造して紋章争奪戦に参加する。一度は正太郎と鉄人を拿捕して米軍空母に連行するが脱出される。決着を付けようと羽田空港を占拠して鉄人を呼び寄せるが、人と機械と状況すべてを活用した正太郎と鉄人に敗北。従来通りの戦争の方が儲かると判断した軍産複合体の意を受けたCIAのエージェント・ドロシーに、もはや用済みと銃撃される。致命傷を負った状態ながらアリスを人質にとって秘密のアジトに向かい、ブラックオックスのボディをスペアと交換して再生させたうえで、操縦用腕時計型通信機をアリスに託す。敵であった自分に生きてくれと願う正太郎に一抹の希望を感じていたようだが、「子供の言うことはくすぐったくてかなわん」という皮肉とも照れ隠しともとれる言葉を残して死亡する。
モデルは原作の不乱拳博士。ドイツ人と思われることから、本作ではカタカナ表記である。
ケリー・ドラグネット
アリスの実兄。養父であるドラグネット博士によってロボット兵器・ギルバートをコントロールするサイボーグとして改造される。戦争で故郷を焼かれた時から復讐に囚われており、そのために自ら改造を受けた。

### ロボット
鉄人28号
金田正太郎が操縦するロボット兵器。詳細は鉄人28号(架空のロボット)を参照。
ブラックオックス
アメリカ代表のフランケン博士が製造したロボット兵器。詳細はブラックオックスを参照。
酒の神（バッカス）号
ドイツ代表のネルケが操縦するロボット兵器。詳細は鉄人28号の登場ロボットを参照。
土星（サターン）号
イギリス代表が操縦するロボット兵器。詳細は鉄人28号の登場ロボットを参照。
怪物（モンスター）号
イタリア代表の十字結社が操縦するロボット兵器。詳細は鉄人28号の登場ロボットを参照。
炎（ファイア）II世（フランム・ドゥジェーム）
フランス代表のグラン･フランム教授（モデルは原作のビッグファイア博士）が操縦するロボット兵器。詳細は鉄人28号の登場ロボットを参照。
炎（フランム）III世
フランム教授がリベンジをかけて造り上げたロボット。登場するや否や鉄人とブラックオックスのコンビによって一蹴された。
ギャロン
ソ連代表（モデルは原作のスリル・サスペンス）が操縦するロボット兵器。詳細は鉄人28号の登場ロボットを参照。
ギルバート
ポーランド代表のドラグネット博士によって製造されたロボット兵器。ドラグネット博士の死によって未完成で放置されたと思われていた。詳細は鉄人28号の登場ロボットを参照。
DX-7
ネルケ率いるナチス残党が大量に使用していた、人間より一回り大きいサイズのロボット。詳細は鉄人28号の登場ロボット#派生作品でのS国製ロボットAを参照。
試作型クラープ
ソ連代表が操縦する、蟹の姿を模したロボット。詳細は鉄人28号の登場ロボット#派生作品でのカニロボットを参照。
ロビー
鉄人28号の登場ロボットを参照。
溶鉱炉（シュメルツ・オーフェン）
本作に登場するオリジナルロボット。「最後のロボット戦争」に勝利することを目的とした超大型ロボット兵器。50メガトン級の核爆弾を搭載し、自らを大陸間弾道ミサイルとして放つことができる。また、対ロボット用の武器として、体内に備蓄された溶岩（最低でも2000℃の高温）を噴射し、相手を溶解する。